# جو چونگ
جو چونگ (انگلیسی: Joe Choong؛ زادهٔ ۲۳ مهٔ ۱۹۹۵) ورزشکار پنج‌گانه مدرن اهل بریتانیا است.
وی در مسابقات کشوری و بین‌المللی در مجموع برندهٔ ۲ مدال طلا، ۲ مدال نقره، ۲ مدال برنز شده‌است.